# Whenever You’re Near
«Whenever You're Near» — песня, написанная Джеком Блейдэсом и Томми Шоу и исполненная американской певицей и актрисой Шер.

## О песне
«Whenever You're Near» - одна из трех новых песен Шер, записанных для её первой европейской компиляции Greatest Hits: 1965–1992. Песня была выпущена вторым синглом с альбома в Великобритании, но успеха не имела. Однако, песне удалось попасть в британский чарт на 1 неделю, расположившись на 72-м месте. Сингл был выпущен на CD и 12-дюймовом виниле.

## Список композиций
Whenever You're Near UK CD Single
1. Whenever You're Near
2. Could've Been You
3. I'll Never Stop Loving You
4. You Wouldn't Know Love

## Чарты
| Чарт (1992)      | Место |
| ---------------- | ----- |
| UK Singles Chart | 72    |